# L'educazione della mente
L’educazione della mente è un’opera del pedagogista e politico italiano Lucio Lombardo Radice, pubblicata per la prima volta nel 1962. 

## Contenuto
Nel volume viene presentata l’idea secondo cui educare la mente significa sviluppare un tipo di ragione aperta, che si sviluppa con il gioco e nel gioco. Dal gioco si deve poi passare alla fantasia, al libero sviluppo dell’ideazione, alla letteratura e all'avventura di leggere. Anche la TV può essere utile per ravvivare la cultura scolastica, ma solo se integrata il libro ed utilizzata in modo critico.
Il giocattolo più bello dei bambini è infatti la loro mente, che deve essere utilizzata: la ragione è centrale e deve guidare la visione del mondo, ma deve essere una scienza senza verità assoluta. 
Anche dare un orientamento politico è importante, che non si significa partitico, ma costituito di idee generali e di valori. I ragazzi criticamente formati dovranno essere né indifferenti né fanatici. 

## Edizioni
- Lucio Lombardo Radice, L’educazione della mente, Editori Riuniti, 1962